# Charuta
Charuta (russisch Харута́) ist eine Siedlung (possjolok) im Norden Russlands mit 538 Einwohnern (Stand 14. Oktober 2010). Charuta gehört administrativ zum Autonomen Kreis der Nenzen, ist aber als Exklave umgeben vom Gebiet der Republik Komi.

## Geographie
Charuta liegt etwa 290 km südöstlich von Narjan-Mar, der Hauptstadt des Autonomen Kreises der Nenzen. Der Ort befindet sich am linken Ufer der Adswa, einem Nebenfluss der Ussa. Von Süden kommend, mündet der namensgebende Fluss Charutaju wenige Hundert Meter westlich des Ortes in die Adswa.
Administrativ gehört Charuta zum Sapoljarny rajon. Zudem ist es Verwaltungssitz und einziger ständig bewohnter Ort der Gemeinde Chosseda-Chardski selsowet.

## Geschichte
Der Ort wurde Ende des 19. Jahrhunderts von Auswanderern aus dem heutigen Ischemski rajon der Republik Komi gegründet und in Dokumenten über die Volkszählung von 1897 erstmals urkundlich erwähnt. Der Name des Ortes kommt aus dem nenzischen und leitet sich vom nahegelegenen Fluss Charutaju (deutsch: Lärchen-Fluss) ab.
Im Jahr 1995 wurde der Chosseda-Chardski selsowet als Gemeinde neu formiert. Seit dem Jahr 2006 ist Charuta als Zentrum des Andegski selsowet Teil des neu geschaffenen Sapoljarny rajon. 

### Bevölkerungsentwicklung
| Jahr | Einwohner |
| ---- | --------- |
| 2002 | 774       |
| 2010 | 538       |

Anmerkung: Volkszählungsdaten

## Infrastruktur
Der Ort verfügt über grundlegende Bildungseinrichtungen (Kindergarten und Mittelschule), ein Kulturhaus sowie eine Ambulanzstation. Elektrischer Strom wird mit Hilfe von Dieselgeneratoren erzeugt.

## Wirtschaft und Verkehr
In Charuta gibt es eine landwirtschaftliche Produktionsgenossenschaft, die sich vorwiegend mit der Rentierzucht beschäftigt.
Charuta verfügt über zwei Landebahnen für Antonow-2 sowie einen Hubschrauberlandeplatz für Mi-8, wodurch ein ganzjähriger Personen- und Warentransport gewährleistet ist. Es besteht eine regelmäßige Flugverbindung nach Narjan-Mar sowie je nach Auslastung Hubschrauberverbindungen nach Inta in der Republik Komi. In den Wintermonaten können die Orte Narjan-Mar, Inta und Ussinsk über Eisstraßen erreicht werden.